# Nicolas Bové
Pour les articles homonymes, voir Bové.
Nicolas Bové, né le 1er janvier 1802 à Mühlenbach (Luxembourg) et mort le 22 septembre 1842 à Birkadem (Algérie), est un botaniste et explorateur luxembourgeois.

## Biographie
Au milieu des années 1820, il fut « chef de carré » au Jardin des plantes du Muséum national d'histoire naturelle à Paris et collaborateur de l'agronome français Oscar Leclerc-Thouin. Avec l'aide de celui-ci, il devint en 1829 « directeur des cultures de S.A. Ibrahim-Pacha », fils du dirigeant de l'Égypte Méhémet Ali. En 1834, il entreprit une exploration de l'Algérie et devint directeur d'un établissement d'acclimatation. Il y mourut, probablement, de la malaria en 1842.
Nicolas Bové est l'arrière-arrière-grand-oncle de José Bové.
Son compatriote luxembourgeois Koltz rédigea en 1869 sa notice biographique pour le Bulletin de la Société royale de botanique de Belgique (consultable en ligne)

## L'herbier
Des spécimens de son herbier de Nicolas Bové sont dispersés entre diverses institutions :
- Botanische Staatssammlung München (en) ;
- Conservatoire et Jardin botaniques de la ville de Genève, à Genève, en Suisse ;
- Harvard University Herbaria (en), à Gray Herbarium, aux États-Unis ;
- Jardins botaniques royaux de Kew, à Londres, au Royaume-Uni ;
- Musée national d'histoire naturelle du Luxembourg, à Luxembourg, au Luxembourg ;
- Muséum national d'histoire naturelle, à Paris, en France.

## Espèces nommées d'après Bové
- Anthemis bovei[2]
- Biarum bovei
- Blumea bovei
- Conyza bovei
- Dephinium bovei
- Echinops bovei
- Erigeron bovei
- Erodium bovei
- Eryngium bovei
- Fagonia boveana
- Galium bovei
- Glossonema boveanum
- Hedysarum boveanum
- Heliotropium bovei
- Hyoscyamus boveanus
- Jasione bovei
- Orobanche bovei
- Pancratium bovei
- Phlomis bovei
- Primula boveana
- Pyrus bovei
- Retama bovei
- Spartium bovei
- Stachys boveana
- Statice bovei
- Tamarix boveana
- Thymus bovei

## Publications
- Nicolas Bové, Relation abrégée d'un voyage botanique en Égypte, dans les trois Arabies, en Palestine et en Syrie, in Annales des sciences naturelles, 2e série, botanique, tome 1, 1834, p. 72-87, 161-179, 230-239.
- Nicolas Bové, Bericht über eine Reise auf den Berg Sinai, nach Gaza, Jerusalem, Damas und Beyrut, in Das Ausland. Ein Tagblatt für Kunde des geistigen und sittlichen Lebens der Völker, 1835, p. 999–1000, 1004, 1011-1012, 1016, 1024, 1027-1028.